# Carlo Gesualdo

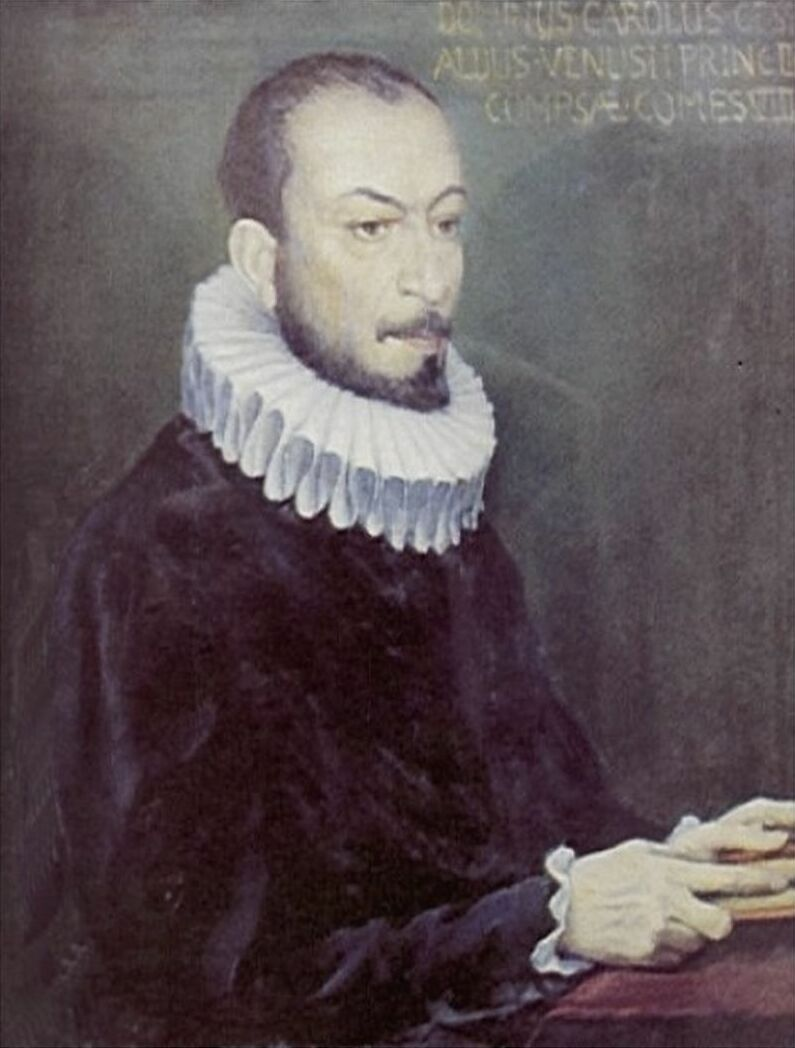
Carlo Gesualdo

Carlo Gesualdo, voluit Don Carlo Gesualdo, prins van Venosa (wrsch. Napels of omgeving, 8 maart 1566 – Gesualdo (Avellino), 8 september 1613) was een Italiaans componist; luitspeler en edelman uit de late Renaissance.

## Leven
Gesualdo kwam uit een muzikale familie. Zijn vader was een groot muziekliefhebber, die onder andere de madrigaalcomponisten Pomponio Nenna en Jean de Macque in dienst had. Nenna gaf de jonge Gesualdo les in theorie, zang en het bespelen van verschillende instrumenten, waaronder de luit.
Toen hij 26 jaar was, vestigde hij zich in Napels in het paleis Severe. Hij trad in 1586 in het huwelijk met zijn nichtje Maria d'Avalos, dochter van de Markies van Pescara, met wie hij twee kinderen kreeg. Op 16 oktober 1590 kwam hij tot de ontdekking dat zijn echtgenote hem ontrouw was met de hertog van Andria. Of hij het zelf was die zijn vrouw en haar minnaar doodde, of dat hij hiertoe anderen opdracht gaf, is nooit helemaal duidelijk geworden.
Hij verliet Napels en vestigde zich vier jaar lang op een familielandgoed in Venosa, 170 kilometer van Napels verwijderd, waar hij die vier jaar een eenzaam leven leidde.
In 1594 trad Gesualdo in Ferrara in het huwelijk met Leonora d'Este, nicht van Alfonso II. Hij bleef twee jaar in Ferrara wonen en maakte daar kennis met verschillende componisten, zoals Luzzasco Luzzaschi, de leraar van Frescobaldi, en de uit Antwerpen afkomstige Giaches de Wert (Jacob van Weert), die bij Palestrina als madrigaalcomponist in hoog aanzien stond. In Ferrara verschenen vier bundels Madrigalen van Gesualdo in druk bij Vittorio Baldini.
Met Leonora kreeg hij een zoon, Alfonsino, die in 1600 overleed. In 1596 vestigde hij zich weer in zijn paleis te Napels. Hij overleed daar in 1613, drie weken na de dood van Emanuele, zijn oudste zoon uit het huwelijk met Maria.
Gesualdo werd begraven in de Sint-Ignatiuskapel in de Gesù Nuovo in Napels. Door een aardbeving in 1688 is het graf echter verschoven tot onder de vloer van de kerk.
Zijn tijdgenoten omschreven hem als een somber en eenzelvig man, die gebukt ging onder perioden van 'grote zwaarmoedigheid' en wie het vijfde gebod: 'Gij zult niet doden', voortdurend voor de geest verscheen.

## Werken en uitgaves

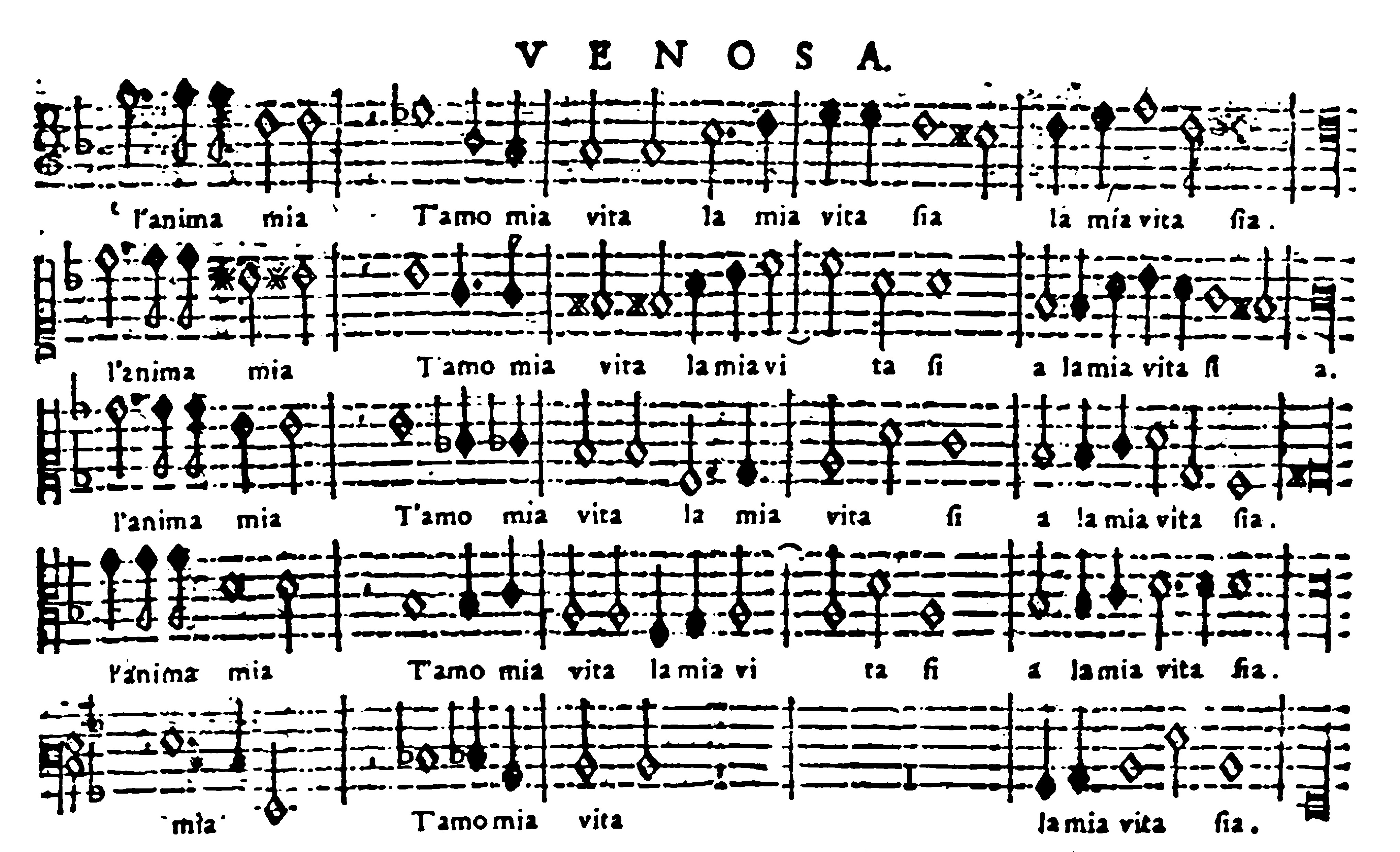
Molinaro uitgave uit 1613

Opmerkelijk is dat Gesualdo niet zoals zijn tijdgenoot Claudio Monteverdi overgaat naar de 'stile nuovo', de begeleide monodie en de concertante schrijfwijze. In die zin is de historische betekenis van Gesualdo niet zo groot. Alleen het motet en vooral het madrigaal heeft bij hem een enorme evolutie doorgemaakt.
Waarschijnlijk zijn de eerste twee madrigaalbundels, alsook de canzonetta's en de gaillardes voor 1590 geschreven. Ze hebben nog niet het dramatische karakter van de latere madrigalen.
In Bundels III en IV, ontstaan in Ferrara, valt het gebruik op van, voor die tijd, gewaagde intervallen zoals secundes en septiemen en in de muziek uitgedrukte gevoelens, affecten, die werden opgeroepen door bepaalde woorden, zoals 'dolore' ('pijn') en 'gioisca' ('vreugde').
Het is moeilijk te zeggen in hoeverre de dramatische gebeurtenis van 1590 van invloed is geweest op het werk van Gesualdo. Feit is dat al in zijn vroege madrigalen de donkere melancholie en het toepassen van affecten aanwezig is.
Vooral de madrigaalbundels uit de latere periode laten zien hoe Gesualdo met de harmoniek experimenteerde en hoe goed zijn gevoel voor woordexpressie en dramatiek is.
Tijdens zijn leven is het merendeel van zijn werk al in druk verschenen, hoofdzakelijk in zelfstandige bundels, een enkele keer in een verzamelbundel.
In 1603 verschenen bij Pietro Cappuccio te Napels twee boeken met motetten Sacrae Cantiones, waarvan het ene 20 zesstemmige (waarvan de laatste zevenstemmig), het andere 19 vijfstemmige motetten bevat. In 1611 drukte Giovanni Carlino de 29 zesstemmige Tenebrae Responsories, en in hetzelfde jaar zagen bij dezelfde uitgever de laatste twee bundels Madrigalen V en VI het licht, waardoor het aantal composities op ongeveer 150 kwam te staan.
Opmerkelijk is nog dat in het sterfjaar van Gesualdo alle 6 banden Madrigalen nog in een partituuruitgave verschenen, wat in die tijd zelden gebeurde. Het drukken van stemboekjes was eigenlijk voldoende destijds.
Deze partituuruitgave, voorzien van maatstrepen, werd verzorgd door Simone Molinaro, kapelmeester van de Dom te Genua, en werd hier in Genua ook gedrukt door Giuseppe Pavoni.
Het feit dat de Madrigalen in partituur werden uitgegeven, wijst erop dat er reeds in de tijd van Gesualdo veel waardering was voor zijn madrigalen.
Waarschijnlijk heeft Gesulado zelf de teksten geschreven voor zijn madrigalen in de laatste twee bundels.
De muziek van Gesualdo heeft een doorzichtige meerstemmigheid met een lichte Italiaanse charme. Daaroverheen zit een waas van droefgeestigheid gespreid die het heldere klankbeeld niet verstoort.
In 1960 verscheen er een nieuwe uitgave van de 6 bundels Madrigalen bij Ugrino Verlag te Hamburg.

## Gesualdo in de 20ste eeuw
Pas in de 20e eeuw kreeg men belangstelling voor de totale chromatiek, de expressie, de intervallen, de beknoptheid, de spanning en de geraffineerdheid van de stilte in de madrigalen van Gesualdo.
Hij is een bron van inspiratie geweest voor verschillende componisten uit de tweede helft van de 20ste eeuw zoals Jürg Baur, Manfred Trojahn, Gerhard Stäbler, Peter Maxwell Davies. Wolfgang Rihm maakte geen geheim van zijn bewondering voor Gesualdo:
Hoe heerlijk verfrissend is deze seksueel geladen wroeging vergeleken met de vreselijk opgepoetste vroomheid van de meeste Noord-Europese meesters! Nauwelijks is de Prins klaar met het steken van zijn dolk in lijken of hij zit al weer achter zijn bureau de meest fantastische contrapunt te schrijven, het mooiste dat er is. Hij is onnavolgbaar.
In het laatste decennium van de 20ste eeuw werden er drie opera's geschreven die gebaseerd zijn op het leven van de principe dei musici: Alfred Schnittkes Gesualdo, waarvan de première in 1995 was in de Weense Staatsopera, Franz Hummels opera met dezelfde naam, een opdracht van de stad Kaiserlautern, en de opera Luci mie traditrici van Salvatore Sciarrino uit 1998, geschreven voor het Schwetzingen Festival, naar een 16e-eeuws drama over een prins die zijn vrouw vermoordt.

## Igor Stravinsky en Carlo Gesualdo
In de zomer van 1956 bracht Igor Stravinsky, een groot bewonderaar van Gesualdo, een bezoek aan diens slot.
Stravinsky, die ervan overtuigd was dat Gesualdo zijn koorwerken aan een toetsinstrument componeerde, had de bedoeling om de verzameling muziekinstrumenten te bezichtigen die zich nog in de kelder van het oude slot moest bevinden. Stravinsky kreeg hier echter geen toestemming voor. Wel kon hij het vervallen kasteel bezichtigen, waarvan de in steen gebeitelde naam en het wapen van Gesualdo nog aan de componist herinneren. Ook bezocht Stravinsky het Kapucijnenklooster, dat Gesualdo als een daad van boetedoening dichtbij zijn kasteel liet bouwen. In de kerk bevindt zich nog het schilderij, waarop Gesualdo staat afgebeeld, knielend aan de voet van zijn oom, de heilige Carolus Borromeus.
De eerste keer dat Stravinsky muziek van Gesualdo gebruikte, was in Tres sacrae cantiones uit 1959 voor gemengd koor a cappella: 1. Da pacem Domine; 2. Assumpta est Maria; 3. Illumina nos. Twee in het origineel ontbrekende partijen werden door Stravinsky hierin uitgewerkt of bijgecomponeerd.
Stravinsky's grootste eerbetoon aan Gesualdo is het werk Monumentum pro Gesualdo di Venosa (ad CD Annum) uit maart 1960. Een 'recompositie' voor orkest van de drie madrigalen uit het Vijfde en Zesde Boek, die Stravinsky het geschiktst achtte om te herschrijven voor instrumenten: 1. Asciugate i begli occhi (Boek 5, XIV); 2. Ma tu, cagion di quella (Boek 5, XVIII); 3. Beltà poi che t'assenti (Boek 6, II). Op 27 september 1960 vond in Venetië de wereldpremière plaats onder leiding van Stravinsky zelf. De choreografie die George Balanchine maakte op het werk heeft jarenlang op het repertoire gestaan van het New York City Ballet.

## Werken
- 1594: Madrigali libro primo (vijfstemmig)
- 1594: Madrigali libro secundo (vijfstemmig)
- 1595: Madrigali libro terzo (vijfstemmig, slotmadrigaal zesstemmig)
- 1596: Madrigali libro quarto (vijfstemmig, slotmadrigaal zesstemmig)
- 1603: Sacrarum cantionum liber primus, 21 motetten (vijfstemmig)
- 1603: Sacrarum cantionum liber secundus, 20 motetten (zes- en zevenstemmig, onvolledig overgeleverd)
- 1611: Madrigali libro quinto (vijfstemmig)
- 1611: Madrigali libro sesto (vijfstemmig)
- 1611: Responsoria et alia ad Officium Hebdomadae Sanctae spectantia (zesstemmig)
- 1626: Madrigali libro settimo (zesstemmig, verloren gegaan op één stem na)

- Bibsys: 90259624
- Biblioteca Nacional de Chile: 000316473
- Biblioteca Nacional de España: XX895671
- Bibliothèque nationale de France: cb13894418z (data)
- Catàleg d'autoritats de noms i títols de Catalunya: 981058521153206706
- Gemeinsame Normdatei: 118694456
- International Standard Name Identifier: 0000 0001 2085 9320
- Library of Congress Control Number: n79110488
- Nationale Bibliotheek van Letland: 000037980
- MusicBrainz: c6c6f154-b3b8-4f82-a500-589373f41556
- Bibliotheek van het Japanse parlement: 00800275
- Nationale Bibliotheek van Tsjechië: jn20020903001
- Nationale bibliotheek van Australië: 35262988
- Nationale Bibliotheek van Israël: 987007288654105171
- Nationale Bibliotheek van Polen: a0000001177097
- Nationale en Universitaire bibliotheek Zagreb: 000266043
- Nederlandse Thesaurus van Auteursnamen: 070507589
- Istituto Centrale per il Catalogo Unico: CFIV125423
- LIBRIS: 213528
- SNAC: w6df7png
- Système universitaire de documentation: 029019885
- Trove: 887818
- Virtual International Authority File: 102315314
- WorldCat: E39PCjrVw3gwRcgWtgYFpp39tC